# Markus Brandl
Markus Brandl (ur. 18 września 1975 w Rosenheim) – niemiecki aktor teatralny, telewizyjny i filmowy.

## Wybrana filmografia

### Filmy
- 2005: Nordstadt jako Ulf
- 2006: Król serc (König der Herzen, TV) jako Georg Lechner
- 2007: Alma ermittelt - Tango und Tod (TV) jako Alex
- 2011: Kann denn Liebe Sünde sein? (TV) jako Uwe
- 2011: Trzej muszkieterowie jako sierżant Gwardii Weneckiej
- 2015: Die Suche nach Hitlers Volk (dokumentalny) jako Saul Kussiel Padover

### Seriale TV
- 2009–2010: Nasz Charly jako Robert Wagner
- 2009– : Górscy ratownicy (Die Bergretter) jako Tobias Herbrechter
- 2011: Jednostka specjalna „Dunaj” jako Nico Reiterer
- 2012: Górski lekarz (Der Bergdoktor: Virus) jako Tobias Herbrechter
- 2013: Telefon 110 (Polizeiruf 110: Kinderparadies) jako Tobias Steier
- 2014: Jednostka specjalna „Dunaj” jako Tommy Stravinsky
- 2014-2015: Monaco 110 jako Thomas Aschenbrenner
- 2016: Tatort: Die Wahrheit jako Ben Schröder
- 2019: Jednostka specjalna „Dunaj” jako Ronnie Elfer